# Florence Griffith-Joyner
Florence Griffith-Joyner, bijnaam Flo-Jo (Los Angeles, 21 december 1959 – Mission Viejo (Californië), 21 september 1998) was een Amerikaanse atlete die gespecialiseerd was in de sprint. Ze won in 1988 vier olympische medailles en liep wereldrecords op de 100 en 200 meter hardlopen die nog niet gebroken zijn.
Naast atlete was ze dichteres, schoonheidsspecialiste, kledingontwerpster, manicure en secretaresse.

## Biografie

### Jeugd en eerste succes
Florence Delorez Griffith werd geboren als zevende kind in een gezin van elf kinderen dat woonde in Littlerock, een plaatsje in de Mojavewoestijn ten noorden van Los Angeles. Haar vader was elektricien en haar moeder was lerares en gaf haar een strenge opvoeding. In de familie werd ze Dee Dee genoemd.
Haar moeder besloot dat haar kinderen beter onderwijs moesten krijgen. Ze scheidde in 1964 van haar man en verhuisde naar de het socialewoningbouwcomplex Jordan Downs in Watts, Los Angeles, waar een jaar later de Watts-rellen plaatsvonden. Toen Florence als zevenjarige heel snel bleek bij het achterna rennen van konijnen schreef haar moeder haar in voor de wekelijkse hardloopwedstrijden van de Sugar Ray Robinson Foundation; ze versloeg alle tegenstanders gemakkelijk. Als lid van het hardloopteam van haar middelbare school, de Jordan High School, brak ze verscheidene schoolrecords en won tweemaal de Jesse-Owens Jeugdspelen (1973 en 1974).
"De voornaamste reden waarom ik succesvol wilde zijn was, dat ik uit het getto weg wilde. Mijn ouders hielpen mij mijn weg uit te stippelen".

### NCAA-kampioene
Na haar schooldiploma (1978) studeerde Griffith twee jaar aan de California State University - Northridge tot ze moest stoppen door geldproblemen. Nadat ze twee jaar bij een bank gewerkt had, regelde haar trainer, Bob Kersee, een studiebeurs voor haar aan de Universiteit van Californië - Los Angeles (UCLA), waar ze in 1983 een graad behaalde in de psychologie. Ook werd ze in 1982 NCAA-kampioene op de 200 meter.
Bij haar eerste grote internationale toernooi, de wereldkampioenschappen van 1983 in Helsinki, eindigde ze op de 200 meter op de vierde plaats.

### Olympisch debuut
Door de boycot van de Verenigde Staten van de Olympische Spelen van 1980 in Moskou kon Griffith pas voor het eerst in 1984 aan de Spelen deelnemen. Deze werden in haar geboortestad Los Angeles gehouden. Bij dit olympisch debuut dwong ze op de 200 m direct een plek in de finale af en veroverde met 22,04 s een zilveren medaille, achter haar landgenote Valerie Brisco-Hooks (21,81), die een knappe dubbel op de 200 en 400 m haalde, maar voor de Jamaicaanse Merlene Ottey (brons).
In 1985 won Griffith goud op de 100 m bij de Grand Prix-wedstrijd in de Italiaanse stad Rome. Met een tijd van 11,00 versloeg ze haar landgenote Alice Brown (zilver) en Merlene Ottey (brons).

### Nieuwe wind in atletiekcarrière
Op de wereldkampioenschappen van 1987 in Rome won Griffith zilver op de 200 m door met 21,96 achter de Oost-Duitse Silke Gladisch (goud) en opnieuw voor Ottey (brons) te finishen. Met haar Amerikaanse teamgenotes Alice Brown, Diane Williams en Pam Marshall won ze vervolgens in 41,58 een gouden medaille op de 4 x 100 m estafette.
Inmiddels was coach Bob Kersee getrouwd met zevenkampster en verspringster Jackie Joyner; haar broer, Al Joyner, de regerend olympisch kampioen hink-stap-springen, werd Griffiths nieuwe coach en liefde; ze trouwden op 10 oktober 1987. Daarvoor had ze jarenlang een relatie gehad met hordeloper Greg Foster.

### Medailleregen in 1988
Ter voorbereiding op de Spelen van 1988 deed Florence Griffith-Joyner aan gewichtheffen en duurlopen. Ook bestudeerde ze de looptechniek van haar landgenoot Carl Lewis en de Canadees Ben Johnson, de twee toonaangevende sprinters bij de mannen. In het bijzonder 'bekeek' ze de start van Ben Johnson. Het resultaat was dat ze zich op zowel de 100 als de 200 m enorm verbeterde.
In de aanloop naar de Spelen bleek haar vorm duidelijk. Tijdens de olympische trials in het bloedhete Indianapolis bracht ze op 16 juli 1988 het wereldrecord op de 100 m naar 10,49. Ze was hiermee 0,27 seconden sneller dan de vorige wereldrecordhoudster Evelyn Ashford. Alle aanwezigen verwachtten, dat na deze loop de windmeter meer dan 2,0 m/s aan zou geven, maar dit bleek niet het geval. De windmeter noteerde 0,0 m/s (windstil) en hierdoor was dit wereldrecord officieel. Hierna kwam geen enkele atlete ooit in de buurt van deze prestatie. De tijd blijft controversieel, want de windmeter die bij het hink-stap-springen stond opgesteld, gaf tijdens de race wel degelijk snelheden van boven de 5,0 m/s aan. Latere prestaties van haar zouden dit wantrouwen wegnemen. Vanaf deze selectiewedstrijden werd ze gecoacht door Jackie Joyner-Kersee.
Griffith-Joyner beleefde op de Olympische Spelen van Seoel in 1988 het hoogtepunt van haar sportcarrière. Ze werd driemaal olympisch kampioene (100 m, 200 m en de 4 x 100 m estafette) en won tevens een zilveren medaille op de 4 x 400 m estafette. Op de 200 m verbeterde ze het wereldrecord naar 21,34. Ook haar opvallende outfits baarden opzien. Ze kreeg een koosnaam: Flo-Jo.
Haar spectaculaire progressie (0,47 s op 100 m en 0,62 s op 200 m) leek sommigen, onder wie Ben Johnson, onmogelijk zonder dopinggebruik. Ook haar voormalig teamgenoot Darrell Robinson beschuldigde haar hiervan. Het is echter nooit bewezen. Weliswaar werden pas in 1989 reguliere dopingcontroles bij atletiekwedstrijden ingevoerd, maar de toenmalig voorzitter van het olympisch medisch comité, Alexandre de Merode, heeft na haar dood verklaard dat ze op de Spelen speciaal is gecontroleerd, en er niets is gevonden.
In 1988 werd ze onderscheiden met de James E. Sullivan Award.

### Na haar sportcarrière
Kort na de Spelen van Seoel zette ze op 29-jarige leeftijd een punt achter haar sportcarrière. "Voor de training heb ik geen tijd meer. Andere zaken nemen mij nu in beslag, ik heb besloten op andere pistes te gaan lopen", zei ze. Ze wilde boeken gaan schrijven, een eigen tv-programma en zelfs in een James Bondfilm spelen.
Op 15 november 1990 beviel ze van haar dochter Mary Ruth Joyner.
Griffith-Joyner werd vice-voorzitster van de President's Council on Physical Fitness, ontwierp kleding, schreef kinderboeken, begon als actrice en werkte met kinderen. Ze ontwierp onder meer het tenue van het Amerikaanse basketbalteam Indiana Pacers en speelde als actrice rollen in onder meer Sitcom 227 en de soap Santa Barbara. In een interview in de New York Times zei ze: "Ik houd ervan om met kinderen te werken, met ze te praten en naar ze te luisteren. Ik moedig kinderen altijd aan om hun onbereikbaar geachte dromen te realiseren. Probeer niet te zijn zoals ik. Wees beter dan ik." In 1995 werd ze opgenomen in de USA Track & Field Hall of Fame.
In 1996 probeerde ze een comeback te maken als 400-meterloopster, maar wegens een ontsteking aan haar achillespees moest ze haar hoop opgeven de Olympische Spelen van Atlanta te halen.
In 1998 overleed ze op 38-jarige leeftijd in haar slaap, thuis in Mission Viejo. De doodsoorzaak, zoals opgegeven na sectie, was 'verstikking bij een epileptische aanval ten gevolge van een afwijkende bloedvatstructuur in haar hersenen'. Van verboden middelen in haar lichaam was volgens de lijkschouwer geen sprake.
Wel werd bekend dat Griffith-Joyner al eerder met haar gezondheid te stellen had gehad. Ook in 1993 en 1994 had ze epileptische aanvallen gehad, en op 6 april 1996 tijdens een reis van Los Angeles naar St. Louis een beroerte.
Na haar overlijden daagde haar familie het ziekenhuis voor de rechter, want volgens hen moesten op de foto's die in 1996 waren gemaakt de vernauwingen van de bloedvaten in de hersenen al zichtbaar zijn geweest.
Na haar dood liet echtgenoot Al alsnog een wens van Florence in vervulling gaan: een eigen kledinglijn. In een interview aan Sport Illustrated zei hij: "Florence had lang gedroomd over het hebben van een kledinglijn van haar eigen signatuur. Zoals met alles in haar leven stak ze er een enorme hoeveelheid tijd, energie en hartstocht in om van deze lijn een succes te maken. Door het werk dat zij begon voort te zetten, dragen wij bij aan haar nalatenschap."

## Palmares

### Titels
- Olympisch kampioene 100 m - 1988
- Olympisch kampioene 200 m - 1988
- Olympisch kampioene 4 x 100 m - 1988
- Wereldkampioene 4 x 100 m - 1987
- NCAA-kampioene 200 m - 1982
- NCAA-kampioene 400 m - 1983

### Persoonlijke records
| Onderdeel | Prestatie  | Datum             | Plaats       |
| --------- | ---------- | ----------------- | ------------ |
| 100 m     | 10,49 (WR) | 16 juli 1988      | Indianapolis |
| 200 m     | 21,34 (WR) | 29 september 1988 | Seoel        |
| 400 m     | 50,89 s    | 1986              | Los Angeles  |

### Prestatieontwikkeling
| Jaar | 100 m   | 200 m   |
| ---- | ------- | ------- |
| 1982 |         | 22,39 s |
| 1983 | 11,06 s | 22,41 s |
| 1984 | 11,02 s | 22,04 s |
| 1985 | 11,00 s | 22,46 s |
| 1987 |         | 21,96 s |
| 1988 | 10,49 s | 21,34 s |

### Prestaties

#### 100 m
- 1985:  Grand Prix - 11,00 s
- 1985:  Memorial Van Damme - 11,12 s
- 1988:  OS - 10,54 s (OR)

#### 200 m
- 1983: 4e WK - 22,46 s
- 1984:  OS - 22,04 s
- 1987:  WK - 21,96 s
- 1988:  OS - 21,34 s

#### 4 x 100 m
- 1987:  WK - 41,58 s
- 1988:  OS - 41,98 s

#### 4 x 400 m
- 1988:  OS - 3.15,51

### Onderscheidingen
- IAAF-atlete van het jaar - 1988
- Associated Press Female Athlete of the Year - 1988
- United States Olympic Committee Sportswoman of the Year - 1988
- James E. Sullivan Award (toegekend aan top-amateuratleten) - 1988
- Jesse Owens Outstanding Track and Field Athlete - 1988
- USA Track & Field Hall of Fame - 1995

1928: Betty Robinson ·
1932: Stanisława Walasiewicz ·
1936: Helen Stephens ·
1948: Fanny Blankers-Koen ·
1952: Marjorie Jackson ·
1956: Betty Cuthbert ·
1960: Wilma Rudolph ·
1964: Wyomia Tyus ·
1968: Wyomia Tyus ·
1972: Renate Stecher ·
1976: Annegret Richter ·
1980: Ljoedmila Kondratjeva ·
1984: Evelyn Ashford ·
1988: Florence Griffith-Joyner ·
1992: Gail Devers ·
1996: Gail Devers ·
2000: onbepaald ·
2004: Joelija Nestsjarenka ·
2008: Shelly-Ann Fraser-Pryce ·
2012: Shelly-Ann Fraser-Pryce ·
2016: Elaine Thompson ·
2020: Elaine Thompson-Herah ·
2024: Julien Alfred
1948: Fanny Blankers-Koen ·
1952: Marjorie Jackson ·
1956: Betty Cuthbert ·
1960: Wilma Rudolph ·
1964: Edith McGuire ·
1968: Irena Szewińska ·
1972: Renate Stecher ·
1976: Bärbel Eckert ·
1980: Bärbel Wöckel ·
1984: Valerie Brisco-Hooks ·
1988: Florence Griffith-Joyner ·
1992: Gwen Torrence ·
1996: Marie-José Pérec ·
2000: Pauline Davis-Thompson ·
2004: Veronica Campbell ·
2008: Veronica Campbell ·
2012: Allyson Felix ·
2016: Elaine Thompson ·
2020: Elaine Thompson ·
2024: Gabrielle Thomas
1928: Rosenfeld, Smith, Bell, Cook ·
1932: Carew, Furtsch, Rogers, Von Bremen ·
1936: Bland, Rogers, Robinson, Stephens ·
1948: Stad-de Jong, Witziers-Timmer, van der Kade-Koudijs, Blankers-Koen ·
1952: Faggs, Jones, Moreau, Hardy ·
1956: Strickland, Croker, Mellor, Cuthbert ·
1960: Hudson, Williams, Jones, Rudolph ·
1964: Ciepły, Kirszenstein, Górecka, Kłobukowska ·
1968: Ferrell, Bailes, Netter, Tyus ·
1972: Krause, Mickler-Becker, Richter, Rosendahl ·
1976: Oelsner, Stecher, Bodendorf, Eckert ·
1980: Müller, Wöckel, Auerswald, Göhr ·
1984: Brown, Bolden, Cheeseborough, Ashford ·
1988: Brown, Echols, Griffith-Joyner, Ashford ·
1992: Ashford, Jones, Guidry, Torrence ·
1996: Devers, Miller, Gaines, Torrence ·
2000: Fynes, Sturrup, Davis, Ferguson ·
2004: Lawrence, Simpson, Bailey, Campbell ·
2008: Borlée, Mariën, Ouédraogo, Gevaert ·
2012: Madison, Felix, Knight, Jeter ·
2016: Madison, Felix, Gardner, Bowie ·
2020: Williams, Thompson-Herah, Fraser-Pryce, Jackson ·
2024: Jefferson, Terry, Thomas, Richardson
1983 Gladisch, Koch, Auerswald, Göhr · 
1987 Brown, Williams, Griffith-Joyner, Marshall · 
1991 Duhaney, Cuthbert, McDonald, Ottey · 
1993 Bogoslovskaja, Maltsjoegina, Voronova, Privalova · 
1995 Mondie-Milner, Guidry-White, Gaines, Torrence · 
1997 Gaines, Jones, Miller, Devers · 
1999 Fynes, Sturrup, Davis-Thompson, Ferguson · 
2001 Paschke, G. Rockmeier, B. Rockmeier, Wagner · 
2003 Girard, Hurtis-Houairi, Félix, Arron · 
2005 Daigle, Lee, Barber, Williams · 
2007 Williams, Felix, Barber, Edwards · 
2009 Facey, Fraser, Bailey, Stewart · 
2011 Knight, Felix, Myers, Jeter · 
2013 Russell, Stewart, Calvert, Fraser-Pryce · 
2015 Campbell-Brown, Morrison, Thompson, Fraser-Pryce · 
2017 Brown, Felix, Akinosun, Bowie · 
2019 Whyte, Fraser-Pryce, Smith, Jackson · 
2022 Jefferson, Steiner, Prandini, Terry · 
2023 Davis, Terry, Thomas, Richardson
- Biblioteca Nacional de España: XX1613470
- Bibliothèque nationale de France: cb13557239r (data)
- Gemeinsame Normdatei: 1210524139
- World Athletics: 14359548
- International Standard Name Identifier: 0000 0001 1645 3571
- Library of Congress Control Number: n88258740
- National Archives and Records Administration: 10570722
- Nationale Bibliotheek van Tsjechië: xx0208853
- Nederlandse Thesaurus van Auteursnamen: 411991094
- Système universitaire de documentation: 050844334
- Virtual International Authority File: 54311932
- WorldCat: E39PBJxWQdrG7rvRFMCBW79bh3